# Roadracing-VM 2006
Världsmästerskapen i Roadracing 2006 arrangerades av Internationella motorcykelförbundet och innehöll klasserna MotoGP, 250GP och 125GP i Grand Prix-serien samt Superbike, Supersport och Endurance. MotoGP-säsongen 2006 kördes över 17 deltävlingar på fyra kontinenter. VM-titlar delades ut till bästa förare och till bästa konstruktör. 

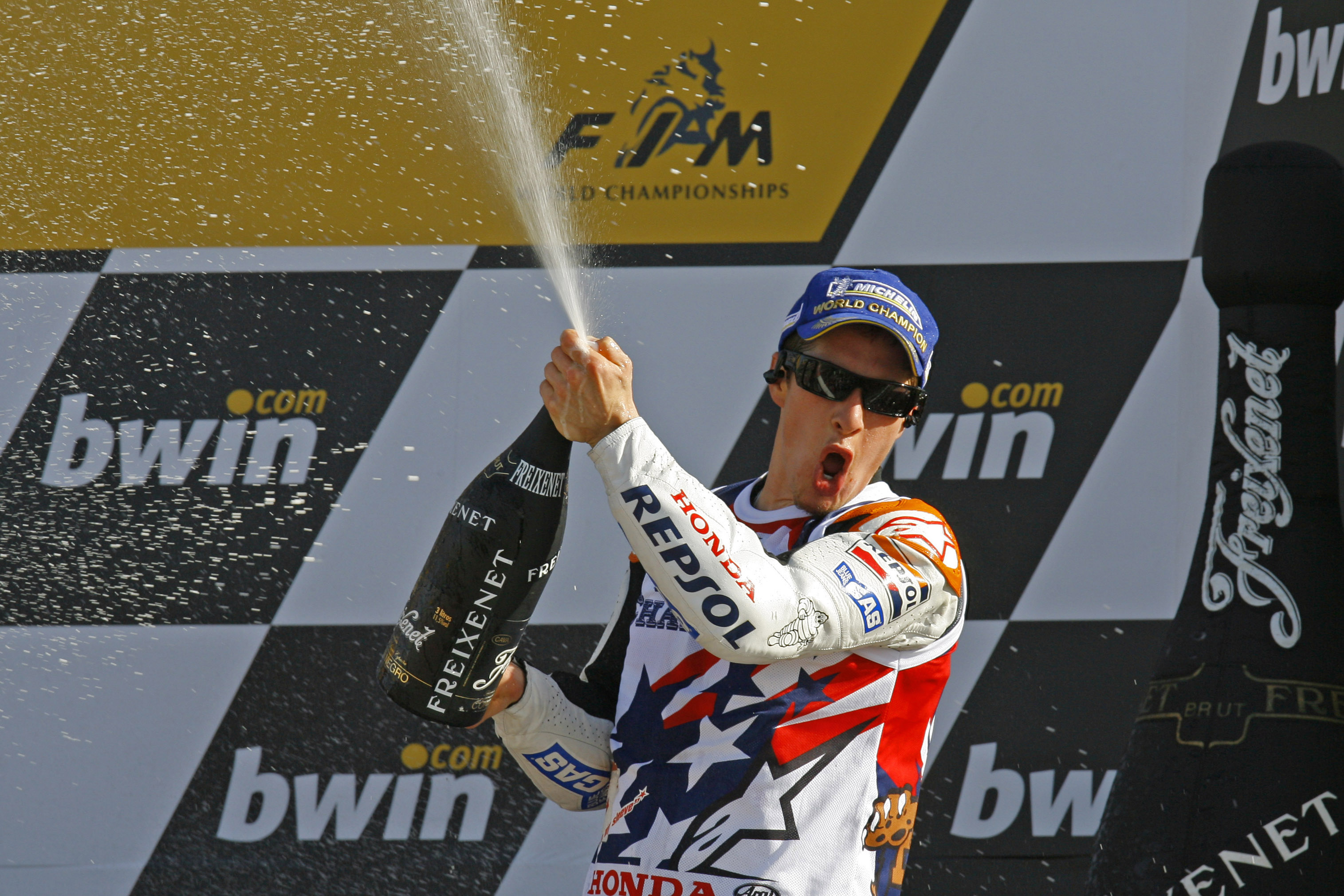
Nicky Hayden, 2006 års världsmästare i MotoGP.

| Världsmästare i roadracing 2006 | Världsmästare i roadracing 2006                   | Världsmästare i roadracing 2006 |
| Klass                           | Mästare individuellt                              | Mästare konstruktörer           |
| ------------------------------- | ------------------------------------------------- | ------------------------------- |
| MotoGP                          | Nicky Hayden                                      | Honda                           |
| 250GP                           | Jorge Lorenzo                                     | Aprilia                         |
| 125GP                           | Álvaro Bautista                                   | Aprilia                         |
| Superbike                       | Troy Bayliss                                      | Ducati                          |
| Supersport                      | Sébastien Charpentier                             | Honda                           |
| Endurance                       | Suzuki Castrol Team (Kitagawa, Philippe, Lagrive) | Yamaha                          |

## MotoGP-klassen

### Sammandrag
Mästare i den största klassen blev amerikanen Nicky Hayden, följd av tidigare flerfaldige världsmästaren italienaren Valentino Rossi och dennes landsman Loris Capirossi. Säsongen var dramatisk då förre världsmästaren Rossi drabbades av motgångar samtidigt som segrarna i början på säsongen fördelades på flera förare så att ingen fick ett klart övertag. Nicky Hayden kunde genom att plocka bra poäng i alla race ta ledningen i VM-tabellen. Den av många uträknade Rossi började dock plocka in poäng på VM-ledaren under slutet på säsongen. I näst sista racet på Estoril-banan råkade Hayden ut för säsongens första missöde på han och teamkamraten i Repsol Honda Dani Pedrosa kolliderade och kraschade ur racet, Valentino Rossi övertog då med knapp marginal ledningen i VM. Allt skulle alltså avgöras i säsongens sista race i Valencia och saken var avgjord då Valentino Rossi vurpade och Hayden kunde med en stabil och taktisk körning bärga VM-guldet. Nicky Hayden tog två racesegrar under säsongen, hemmaracet på Laguna Seca och Hollands GP på TT Circuit Assen.

### Repsol Honda
Det var mycket överraskande att Repsol Honda och HRC fick sin första titel på tre år. Alla tippade att Nicky Hayden inte skulle klara av Valentino Rossi och Camel Yamaha. Även när Hayden ledde med mer än 50 poäng efter massor av otur för italienaren, tordde de flesta att Hayden levde på lånad tid. Han höll dock ledningen ända fram till den näst sista deltävlingen i Portugal, då han blev avkörd av stallkamraten Dani Pedrosa. Alla hade räknat ut Hayden när Rossi tog pole i finalen; Valencias Grand Prix. Chocken var däremot att Rossi först gjord en usel start, och sedan kraschade, vilket gjorde att Hayden, trots bara två segrar under säsongen tog hand om titeln, genom en tredjeplats. Pedrosa slutade femma efter en chockartad säsongsinledning. Han orkade dock inte med en hel säsong på toppnivå, och föll tillbaka i tabellen. Han sågs dock som en stark kandidat inför 2007 års säsong.

### Camel Yamaha
Yamaha gick in i säsongen som jättefavoriter av en enda anledning; Valentino Rossi. Det stod dock snabbt klart att Honda och Ducati lyckats bättre med sina motorcyklar, och Rossi fick använda alla sina körkunskaper för att slå de mindre talangfulla konkurrenterna, och förlorade till exempel en given seger i Frankrike, då motorcykeln brakade ihop. Trots all otur och Yamahans dåliga toppfart ledde Rossi VM inför Valencias tävling. Han vurpade dock efter en usel start, och han inte köra upp sig längre än till en tolfteplats och han förlorade racet om titeln. Colin Edwards hade en tung säsong och blev sjua i VM, utan segrar, men i alla fall med en tredjeplats.

### Ducati Marlboro
Loris Capirossi gjorde sin bästa säsong någonsin och blev trea i VM, efter tre delsegrar. Han hade förmodligen vunnit titeln om han inte hade skadat sig ganska illa på Circuit de Catalunya, och bara kunde ta 8 poäng på tre race. Han satte personligt rekord med åtta pallplatser och hade flera fantastiska dueller med Valentino Rossi. Sete Gibernau; nyförvärvet från Gresini Honda var säsongens stora besvikelse. Han slutade trettonde i sammandraget utan en pallplats, men med massor av skador. Han valde sedan att avsluta karriären, och stallet värvade istället Casey Stoner.

### Delsegrare
| Grand Prix     | Banor          | Vinnare         | Konstruktör | Rapport |
| -------------- | -------------- | --------------- | ----------- | ------- |
| Spanien        | Jerez          | Loris Capirossi | Ducati      | *       |
| Qatar          | Losail         | Valentino Rossi | Yamaha      | *       |
| Turkiet        | Istanbul       | Marco Melandri  | Honda       | *       |
| Kina           | Shanghai       | Dani Pedrosa    | Honda       | *       |
| Frankrike      | Le Mans        | Marco Melandri  | Honda       | *       |
| Italien        | Mugello        | Valentino Rossi | Yamaha      | *       |
| Katalonien     | Barcelona      | Valentino Rossi | Yamaha      | *       |
| Holland        | Assen          | Nicky Hayden    | Honda       | *       |
| Storbritannien | Donington Park | Dani Pedrosa    | Honda       | *       |
| Tyskland       | Sachsenring    | Valentino Rossi | Yamaha      | *       |
| USA            | Laguna Seca    | Nicky Hayden    | Honda       | *       |
| Tjeckien       | Brno           | Loris Capirossi | Ducati      | *       |
| Malaysia       | Sepang         | Valentino Rossi | Yamaha      | *       |
| Australien     | Philip Island  | Marco Melandri  | Honda       | *       |
| Japan          | Motegi         | Loris Capirossi | Ducati      | *       |
| Portugal       | Estoril        | Toni Elías      | Honda       | *       |
| Valencia       | Valencia       | Troy Bayliss    | Ducati      | *       |

### Slutställning
| Plats | Förare            | Team                           | Poäng |
| ----- | ----------------- | ------------------------------ | ----- |
| 1     | Nicky Hayden      | Repsol Honda                   | 252   |
| 2     | Valentino Rossi   | Camel Yamaha                   | 247   |
| 3     | Loris Capirossi   | Ducati Marlboro                | 229   |
| 4     | Marco Melandri    | Fortuna Honda                  | 228   |
| 5     | Dani Pedrosa      | Repsol Honda                   | 215   |
| 6     | Kenny Roberts Jr  | Team KR                        | 134   |
| 7     | Colin Edwards     | Camel Yamaha                   | 124   |
| 8     | Casey Stoner      | LCR Honda                      | 119   |
| 9     | Toni Elias        | Fortuna Honda                  | 116   |
| 10    | John Hopkins      | Rizla Suzuki                   | 116   |
| 11    | Chris Vermeulen   | Rizla Suzuki                   | 111   |
| 12    | Makoto Tamada     | Konica Minolta Honda           | 96    |
| 13    | Sete Gibernau     | Ducati Marlboro                | 95    |
| 14    | Shinya Nakano     | Team Kawasaki                  | 92    |
| 15    | Carlos Checa      | Dunlop Yamaha                  | 75    |
| 16    | Randy de Puniet   | Team Kawasaki                  | 37    |
| 17    | Alex Hofmann      | Ducati D'Antin Ducati Marlboro | 30    |
| 18    | James Ellison     | Dunlop Yamaha                  | 26    |
| 19    | Troy Bayliss      | Ducati Marlboro                | 25    |
| 20    | José Luis Cardoso | Ducati D'Antin                 | 20    |
| 21    | Kousuke Akiyoshi  | Rizla Suzuki                   | 3     |
| 22    | Garry McCoy       | Team Ilmor                     | 2     |

## 250GP-klassen
Jorge Lorenzo vann titeln då han andra året i 250GP-klassen bytte från Honda till Aprilia.
Den trägne Alex de Angelis vann äntligen sitt första race i 250GP-VM i sista deltävlingen i Valencia.

### Delsegrare
| Datum        | Bana           | Vinnare          | Märke   |
| ------------ | -------------- | ---------------- | ------- |
| 26 mars      | Jerez          | Jorge Lorenzo    | Aprilia |
| 8 april      | Losail         | Jorge Lorenzo    | Aprilia |
| 30 april     | Istanbul       | Hiroshi Aoyama   | KTM     |
| 14 maj       | Shanghai       | Héctor Barberá   | Aprilia |
| 21 maj       | Le Mans        | Yuki Takahashi   | Honda   |
| 4 juni       | Mugello        | Jorge Lorenzo    | Aprilia |
| 18 juni      | Barcelona      | Andrea Dovizioso | Honda   |
| 24 juni      | Assen          | Jorge Lorenzo    | Aprilia |
| 2 juli       | Donington Park | Jorge Lorenzo    | Aprilia |
| 16 juli      | Sachsenring    | Yuki Takahashi   | Honda   |
| 20 augusti   | Brno           | Jorge Lorenzo    | Aprilia |
| 10 september | Sepang         | Jorge Lorenzo    | Aprilia |
| 17 september | Phillip Island | Jorge Lorenzo    | Aprilia |
| 24 september | Motegi         | Hiroshi Aoyama   | KTM     |
| 15 oktober   | Estoril        | Andrea Dovizioso | Honda   |
| 29 oktober   | Valencia       | Alex de Angelis  | Aprilia |

### Slutställning
| Plats | Förare            | Märke   | Poäng |
| ----- | ----------------- | ------- | ----- |
| 1     | Jorge Lorenzo     | Aprilia | 289   |
| 2     | Andrea Dovizioso  | Honda   | 272   |
| 3     | Alex de Angelis   | Aprilia | 228   |
| 4     | Hiroshi Aoyama    | KTM     | 193   |
| 5     | Roberto Locatelli | Aprilia | 191   |
| 6     | Yuki Takahashi    | Honda   | 156   |
| 7     | Héctor Barberá    | Aprilia | 152   |
| 8     | Shuhei Aoyama     | Honda   | 99    |
| 9     | Sylvain Guintoli  | Aprilia | 96    |
| 10    | Marco Simoncelli  | Gilera  | 92    |

## 125GP

### Delsegrare
| Bana           | Vinnare         | Märke   |
| -------------- | --------------- | ------- |
| Jerez          | Álvaro Bautista | Aprilia |
| Losail         | Álvaro Bautista | Aprilia |
| Istanbul       | Héctor Faubel   | Aprilia |
| Shanghai       | Mika Kallio     | KTM     |
| Le Mans        | Thomas Lüthi    | Aprilia |
| Mugello        | Mattia Pasini   | Aprilia |
| Barcelona      | Álvaro Bautista | Aprilia |
| Assen          | Mika Kallio     | KTM     |
| Donington Park | Álvaro Bautista | Aprilia |
| Sachsenring    | Mattia Pasini   | Aprilia |
| Brno           | Álvaro Bautista | Aprilia |
| Sepang         | Álvaro Bautista | Aprilia |
| Phillip Island | Álvaro Bautista | Aprilia |
| Motegi         | Mika Kallio     | KTM     |
| Estoril        | Álvaro Bautista | Aprilia |
| Valencia       | Héctor Faubel   | Aprilia |

### Slutställning
| Plats | Förare          | Märke   | Poäng |
| ----- | --------------- | ------- | ----- |
| 1     | Álvaro Bautista | Aprilia | 338   |
| 2     | Mika Kallio     | KTM     | 262   |
| 3     | Héctor Faubel   | Aprilia | 197   |
| 4     | Mattia Pasini   | Aprilia | 192   |
| 5     | Sergio Gadea    | Aprilia | 160   |
| 6     | Lukás Pesek     | Derbi   | 154   |
| 7     | Gábor Talmácsi  | Honda   | 119   |
| 8     | Thomas Lüthi    | Honda   | 113   |
| 9     | Julián Simón    | KTM     | 97    |
| 10    | Joan Olivé      | Aprilia | 85    |